# Rumsgran
Rumsgran eller Norfolkgran (Araucaria heterophylla) är ett barrträd i brödgranssläktet. Den är endemisk för Norfolkön, öster om Australien, och kan som vildväxande där bli omkring 50 meter hög. Den förekommer även i planterat skick i bland annat Sverige (där den inte klarar vintrarna utomhus).
Karaktäristiskt för växten är dess symmetriska och ofta pyramidformade grenverk – med fyra grenar per varv. Dess barr är mjuka, och de klotrunda, 20 cm breda kottarna utvecklas på 2–3 år.
Rumsgran trivs som krukväxt bäst vintertid på ett svalt, inglasat, frostfritt ställe. Den skall vattnas med kalkfritt vatten och placeras så att den inte bränns av solen.